# DeSoto Powermaster
La Powermaster è un'autovettura full-size prodotta dalla DeSoto dal 1953 al 1954. Il modello debuttò in occasione del 25º anniversario di fondazione della DeSoto e prese il posto sia della Deluxe che della Custom.

## Storia
Il modello è stato offerto in versione coupé due porte, berlina quattro porte e familiare cinque porte. La prima versione citata era venduta solo in Canada e non negli Stati Uniti.
La Powermaster montava un motore a sei cilindri in linea da 4,1 L di cilindrata. Sui modelli venduti in Canada, la Powermaster montava invece un sei cilindri in linea da 4,3 L che era già stato in precedenza installato sulla Chrysler Windsor del 1952. Il motore era montato anteriormente, mentre la trazione era posteriore. Il modello poteva ospitare fino a otto passeggeri e quindi era più lungo delle altre DeSoto, che di passeggeri ne potevano trasportare al massimo sei.
La Powermaster era dotata di un parabrezza curvo che sostituì il vetro diviso in due parti montato sui precedenti modelli DeSoto. Tra le opzioni, erano disponibili l'impianto di riscaldamento, l'orologio elettrico, il servofreno, il servosterzo e gli pneumatici con banda bianca laterale. Il modello venne assemblato a Windsor, in Canada.
Gli esemplari costruiti fino al 1953 possedevano una quantità minima di parti cromate a causa della guerra di Corea. Quando, a conflitto terminato, la domanda di cromo per l'esercito diminuì, fu aumentato quello applicato alla Powermaster.
La Powermaster fu tolta all'inizio del model year 1955 quando la DeSoto decise di far passare tutti i propri modelli ai motori V8.